# Ciudadanos
Občané (španělsky Ciudadanos, zkratka Cs), celým názvem Občané – Strana občanství (španělsky Ciudadanos – Partido de la Ciudadanía), je španělská liberální politická strana. Nejvíce aktivní je v Katalánsku, kde drží devět mandátů v tamním parlamentu. Hájí užívání španělštiny a odmítá katalánský nacionalismus. Předseda strany užívá frázi "Katalánsko je má vlast, Španělsko má země a Evropská unie je naše budoucnost", jako popis ideologie strany.
Stranu založil roku 2006 Albert Rivera a v letech 2015-2021 byla jednou z hlavních politických stran ve Španělsku. Po roce 2021 začaly Ciudadanos oslabovat vnitřní rozpory a pokles popularity, což vyústilo v neúčast v parlamentních volbách 2023.

## Historie

Katalánská mutace loga strany.

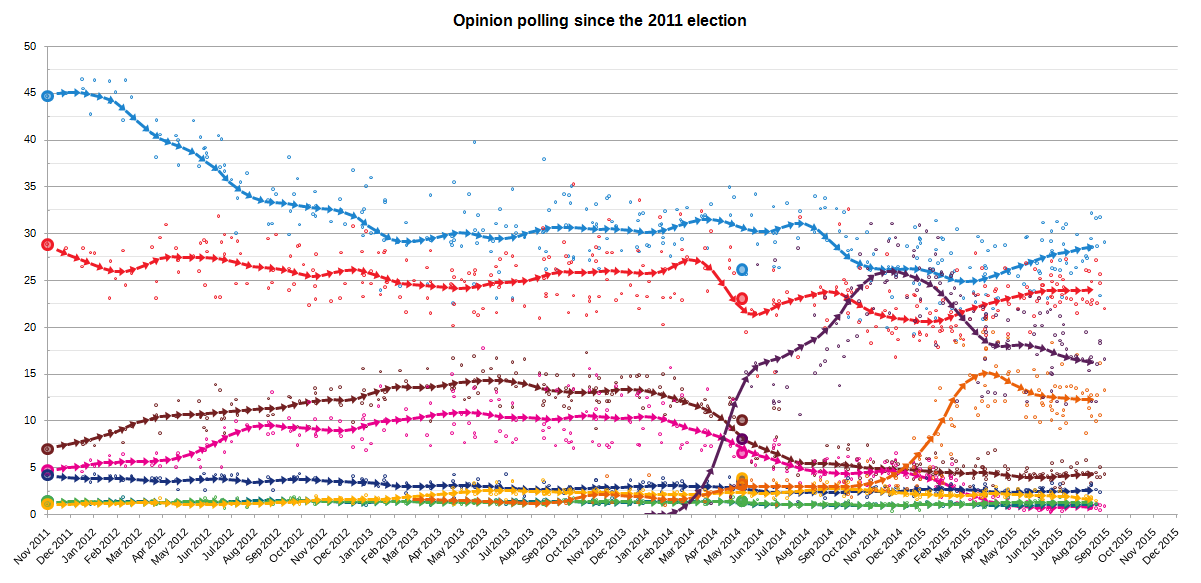
Vývojový trend průzkumové podpory španělských stran pro parlamentní volby 2015, (Ciudadanos je znázorněna oranžově).

### Založení (2006)
Ciudadanos – Partido de la Ciudadanía byla založena v Katalánsku v roce 2006 v reakci na manifest katalánských osobností (mezi nimi například byli Albert Boadella, Félix de Azúa a Arcadi Espada), ve kterém volali po straně, která by reflektovala skutečné problémy a nebyla tak radikální jako tehdejší katalánská vláda. Strana tak vznikal na platformě občanského hnutí Ciutadans de Catalunya (CC), která byla založena již v roce 2005. Roku 2006 byl na ústavovacím sjezdu do čela strany zvolen tehdy dvacetisedmiletý právník Albert Rivera.

### Volební zisky (2006-dosud)
V katalánských volbách roku 2006 strana získala tři mandáty (89 840 hlasů, 3 %). V roce 2010 získali rovněž 3 mandáty (106 154 hlasů, 3,4 %). V předčasných volbách 2012 získali již 9 mandátů (274 925 hlasů, 7,6 %). Většina hlasů byla získána v Barceloně. Od roku 2006 tak jako šestá nejsilnější strana Katalánska jsou v opozici.
Od roku 2013 začala být strana aktivní i mimo Katalánsko. Do celonárodní politiky vstoupila manifestem La conjura de Goya. Ve volbách do Evropského parlamentu konaných v roce 2014 získali 2 mandáty (497 146 hlasů, 3,16 %).
Od začátku roku 2015 zaznamenávají v celonárodním měřítku ohromný boom, alespoň podle průzkumů. V březnu byla dokonce čtvrtou nejsilnější stranou s potenciálním ziskem 18,4 % hlasů. V březnu 2015 získali také 9 mandátů v parlamentu Andalusie. V květnu 2015 se konaly volby do ostatních regionálních parlamentů a shromáždění, a také volby do zastupitelstev obcí. V komunálních volbách se Ciudadanos umístili na třetím místě se ziskem 1 461 258 hlasů (6,55 %) a 1 527 mandátů. V regionálních volbách se umístili na čtvrtém místě se ziskem 76 mandátů.
V parlamentních volbách z prosince 2015 skončili na čtvrtém místě se ziskem 13,94 % hlasů a 40 mandáty. Po předčasných volbách z června 2016 si pohoršili, když získali 13,05 % hlasů a 32 mandátů.

### Program
V progaramu nabízí liberální řešení s důrazem na sociální témata. Současně odmítají nacionalismus. Strana se staví proti radikálním návrhům katalánské vlády, která například chce zákaz užívání španělštiny a jako jediný úřední jazyk zavést katalánštinu. Ciudadanos chtějí rovné užití španělštiny a katalánštiny.

## Volební výsledky

### Kongres poslanců
| Volby       | Hlasy     | Hlasy | Mandáty | Mandáty | Pozice | Postavení |
| Volby       | Abs.      | %     | Abs.    | ±       | Pozice | Postavení |
| ----------- | --------- | ----- | ------- | ------- | ------ | --------- |
| 2008        | 46 313    | 0.2   | 0/350   | ▬0      | ▲13.   | -         |
| 2015        | 3 514 528 | 13.9  | 40/350  | ▲40     | ▲4.    | Opozice   |
| 2016        | 3 141 570 | 13.1  | 32/350  | ▼8      | ▬4.    | Podpora   |
| 2019 (dub)  | 4 155 665 | 15.9  | 57/350  | ▲25     | ▲3.    | Opozice   |
| 2019 (list) | 1 650 318 | 6.8   | 10/350  | ▼47     | ▼5.    | Opozice   |

### Evropský parlament
| Volby | Hlasy     | Hlasy     | Mandáty | Mandáty | Pozice |
| Volby | Abs.      | %         | Abs.    | ±       | Pozice |
| ----- | --------- | --------- | ------- | ------- | ------ |
| 2009  | V koalici | V koalici | 0/54    | ▬0      | ▲13.   |
| 2014  | 497 146   | 3.2       | 2/54    | ▲2      | ▲8.    |
| 2019  | 2 731 825 | 12.2      | 8/59    | ▲6      | ▲3.    |